# Кубок Азии по футболу 2027
Кубок Азии по футболу 2027 года — 19-й по счёту футбольный турнир среди национальных сборных стран — членов Азиатской конфедерации футбола, который будет проходить в 2027 году в Саудовской Аравии. В групповом этапе турнира сыграют 24 сборные.

## Выборы организаторов
АФК подтвердила, что 7 стран выразили заинтересованность в проведении Кубка Азии в 2027 году. Ожидается, что место проведения будет объявлено на внеочередном конгрессе АФК в феврале 2023 года. Заявку на проведение турнира выдвинули семь стран:Катар, Иран, Индия, Саудовская Аравия, Узбекистан, Ирак и Иордания (совместная заявка).
С декабря 2020 года заявок осталось четыре: Иран, Индия, Саудовская Аравия и Катар. В октябре 2022 года было объявлено, что Катар примет Кубок Азии 2023, из-за того что Китай в мае 2022 года отказался от проведения турнира из-за пандемии COVID-19; ранее Иран снял свою заявку на проведение турнира. В том же месяце было объявлено, что в борьбе остаются два кандидата: Индия и Саудовская Аравия. 
В декабре 2022 года Саудовская Аравия осталась единственным кандидатом, поскольку Индия отозвала свою заявку. В феврале 2023 года было объявлено, что турнир пройдёт в Саудовской Аравии.

## Квалификация
Через квалификацию в турнир пройдут 23 команды, так как хозяйка турнира попадает автоматически. Помимо остальных сборных в квалификации будет принимать участие сборная Саудовской Аравии, поскольку отборочный турнир частично совмещён с отборочным турниром к чемпионату мира 2026 года.

### Первый раунд
20 худших по рейтингу команд будут разбиты на 10 пар и проведут матчи по системе «дома-в гостях». Лучшие 10 команд пройдут в следующий раунд и продолжат борьбу за выход в финальную часть.

### Второй раунд
10 победителей первого раунда и 26 команд, которые не участвовали в первом раунде будут разбиты на 9 групп по 4 команды в каждой. Турнир пройдёт также по системе «дома-в гостях». Победители групп и команды, которые займут вторые места в группах, выйдут в финальную часть Кубка Азии 2027 года.

### Третий раунд
18 оставшихся команд будут разделены на 3 группы по 6 команд в каждой. Победители групп и команды, которые займут вторые места в группах, выйдут в финальную часть Чемпионата Мира 2026 года.  

## Участники
| Сборная               | Способ квалификации          | Дата квалификации | Участие | Подряд | В последний раз | Лучший результат                 |
| --------------------- | ---------------------------- | ----------------- | ------- | ------ | --------------- | -------------------------------- |
| Саудовская Аравия     | Организатор                  | 1 февраля 2023    | 12      | 8      | 2023            | Чемпион (1984, 1988, 1996)       |
| Австралия             | одна из двух команд Группы I | 26 марта 2024     | 6       |        | 2023            | Чемпион (2015)                   |
| Ирак                  | одна из двух команд Группы F | 26 марта 2024     | 11      |        | 2023            | Чемпион (2007)                   |
| Иран                  | одна из двух команд Группы E | 26 марта 2024     | 16      |        | 2023            | Чемпион (1968, 1972, 1976)       |
| Узбекистан            | одна из двух команд Группы E | 26 марта 2024     | 9       |        | 2023            | 4-е место (2011)                 |
| Катар                 | одна из двух команд Группы A | 26 марта 2024     | 12      |        | 2023            | Чемпион (2019, 2023)             |
| ОАЭ                   | одна из двух команд Группы H | 26 марта 2024     | 12      |        | 2023            | Финалист (1996)                  |
| Япония                | одна из двух команд Группы B | 2 апреля 2024     | 11      |        | 2023            | Чемпион (1992, 2000, 2004, 2011) |
| Республика Корея      | одна из двух команд Группы С | 6 июня 2024       | 16      |        | 2023            | Чемпион (1956, 1960)             |
| Оман                  | одна из двух команд Группы D | 6 июня 2024       | 6       |        | 2023            | 1/8 финала (2019)                |
| Государство Палестина | одна из двух команд Группы I | 6 июня 2024       | 4       |        | 2023            | 1/8 финала (2023)                |
| Бахрейн               | одна из двух команд Группы H | 6 июня 2024       | 8       |        | 2023            | 4-е место (2004)                 |
| Иордания              | одна из двух команд Группы G | 6 июня 2024       | 6       |        | 2023            | Финалист (2023)                  |
| Китай                 | одна из двух команд Группы С | 11 июня 2024      | 14      |        | 2023            | Финалист (1984, 2004)            |
| Индонезия             | одна из двух команд Группы F | 11 июня 2024      | 6       |        | 2023            | 1/8 финала (2023)                |
| КНДР                  | одна из двух команд Группы B | 11 июня 2024      | 6       |        | 2019            | 4-е место (1980)                 |
| Кувейт                | одна из двух команд Группы A | 11 июня 2024      | 11      |        | 2015            | Чемпион (1980)                   |
| Кыргызстан            | одна из двух команд Группы D | 11 июня 2024      | 3       | 3      | 2023            | 1/8 финала (2019)                |